# Ragnall Guthfrithson
Ragnall Guthfrithson fou rei al segle x de la Northúmbria conquerida pels vikings, anomenada Jòrvik.

## Biografia
Ragnall apareix esmentat en un document històric l'any 943. En la Crònica anglosaxona diu que aquell any Olaf Cuaran va ser batejat, amb Edmund I rei d'Anglaterra com a padrí i afegeix que «després d'un llarg interval» Ragnall va rebre la confirmació també amb Edmund com a padrí. Ambdós, Olaf i Ragnall, se'ls anomena com a reis, però no és clar si van governar conjuntament o si van ser rivals. Alex Woolf ha suggerit que potser Edmund va instigar la rivalitat entre Olaf i Ragnall en benefici propi. Existeixen monedes amb el nom de Ragnall i altres amb el nom d'Olaf del mateix període. També hi ha monedes amb el nom d'un Sitric que no és esmentat en cap bibliografia d'aquella època, el qual potser va governar conjuntament amb Olaf abans que Ragnall arribés. Si Ragnall va arribar a finals del 943 això explicaria la cerimònia de confirmació arranjada per Edmund.
Simeó de Durham en la seva Historia Regum va anotar que el 943 Olaf Cuaran va ser expulsat de Northúmbria pels northumbris. Això no obstant, en totes les versions de la Crònica anglosaxona es diu que tant Olaf com Ragnall van ser expulsats el 944 pel rei Edmund. Una possible explicació per aquesta discrepància seria que només Olaf fos expulsat de York el 943 i que Edmund hagués continués la lluita contra Ragnall durant l'any següent. En un relat de la Crònica d'Æthelweard es diu que va ser Wulfstan, arquebisbe de York, i un noble de Mèrcia de nom desconegut van ser els qui van fer fora Ragnall i Olaf i els que van forçar-los a sotmetre's a Edmund. Es desconeix què va ser de Ragnall després del 944, tot i que en els Annals de Clonmacnoise consta que el 944 o el 945 «el rei dels danesos va morir a mans dels saxons a York»; anotació que probablement es refereix a Ragnall.

## Família
El pare de Ragnall és probable que sigui Gofraid, que va ser rei de Dublín entre el 921 i el 934, i també breument rei de Northúmbria el 927. En els annals es refereixen a Gofraid amb l'expressió ua Ímair, que vol dir «nét d'Ímar», però mai pel seu nom. Per tant, no és possible identificar quin dels tres fills d'Ímar (Bárid, Sichfrith or Sitriuc) era el seu pare, si és que n'hi va ser cap. Ímar, possiblement és Ivar the Boneless, el fundador de la dinastia Uí Ímair i va ser un dels primers reis de Dublín a mitjan segle ix. Altres tres persones podrien ser fills de Gofraid: Albann va morir en la batalla contra Muirchertach mac Néill el 926. Amlaíb, rei de Dublín i Northúmbria, va ser un altre fill, i també ho va ser Blácaire, rei de Dublín en el període 940–945, i una segona vegada 947-948.
Un individu anomenat Mac Ragnaill («fill de Ragnall») en els annals podria ser fill seu. El 942 Mac Ragnaill va liderar un atac a Downpatrick, però una setmana després va morir assassinat per Matudán, senyor de l'Ulster. En els Annals dels quatre mestres es refereixen a ell amb el títol de comte jarl Mac Ragnaill, però en els Annals de l'Ulster com a rei; en el primer d'aquests annals es diu que ell i els seus companys de pillatge van arribar procedents d'una illa.